# Mistr Oplakávání z Ostrohu
Mistr oltáře Oplakávání z Ostrohu byl anonymní chebský řezbář činný na přelomu 15. století. Kromě oltářní skříně s reliéfem Oplakávání Krista z Ostrohu (Seebergu) kolem jeho dílny seskupila Ševčíková další okruh plastik dochovaných na Chebsku.

## Dílo
Ševčíková usuzuje, že Mistr oltáře Oplakávání z Ostrohu i jeho současník, Mistr Madony z Kamenné ulice, mohli být vyškoleni v dílně autora chebského sousoší Olivetské hory. Řezbář usiloval o výraznější fyziognomické odlišení tváří a dokreslení atmosféry. Mimo základní vliv franckého sochařství se v jeho dílech uplatňuje i vzdálený podíl hornobavorského sochařství (Mnichov), ze kterého však vyprchalo vzrušení a exprese. Dílna působila v Chebu paralelně s dílnou Mistra Madony z Kamenné ulice a předpokládá se, že docházelo i k vzájemnému ovlivňování tvorby (Odpočívající Kristus z Aše).
Oplakávání z Ostrohu (Seebergu) je jedním z mála děl chebské gotiky, která se dochovala včetně malířské výzdoby a mají přesnou dataci. Objednatelem byl roku 1498 majitel hradu Seeberg Konhrad Neiperg. Typika tváří asistenčních figur vychází z postav světců z kostela sv. Mikuláše, ale provedení je na nižší řemeslné úrovni. Vykoukal vyjádřil pochyby, zda je vhodné konstruovat autorský okruh kolem díla, které nepřekračuje průměrnou řemeslnou úroveň.

### Známá díla
- Oplakávání z Ostrohu (Seebergu), 1498
- poprsí sv. Jakuba Většího ? (kolem 1500), GVU Cheb
- Znak Evangelisty Marka (1500) - okruh dílny
- Bolestný Kristus z Chebu (1510-1520) - okruh dílny
- Sv. Roch, Muzeum Cheb
- Kristus Salvátor, Západočeské muzeum v Plzni